# Vrtejši
Vrtejši (Acanthocephala) je kmen živočichů z nadkmene Platyzoa, skupiny Gnathifera. Evolučně jsou odvozeni od vířníků, mezi něž jsou někdy zařazováni, případně s nimi tvoří společnou skupinu zvanou Syndermata.

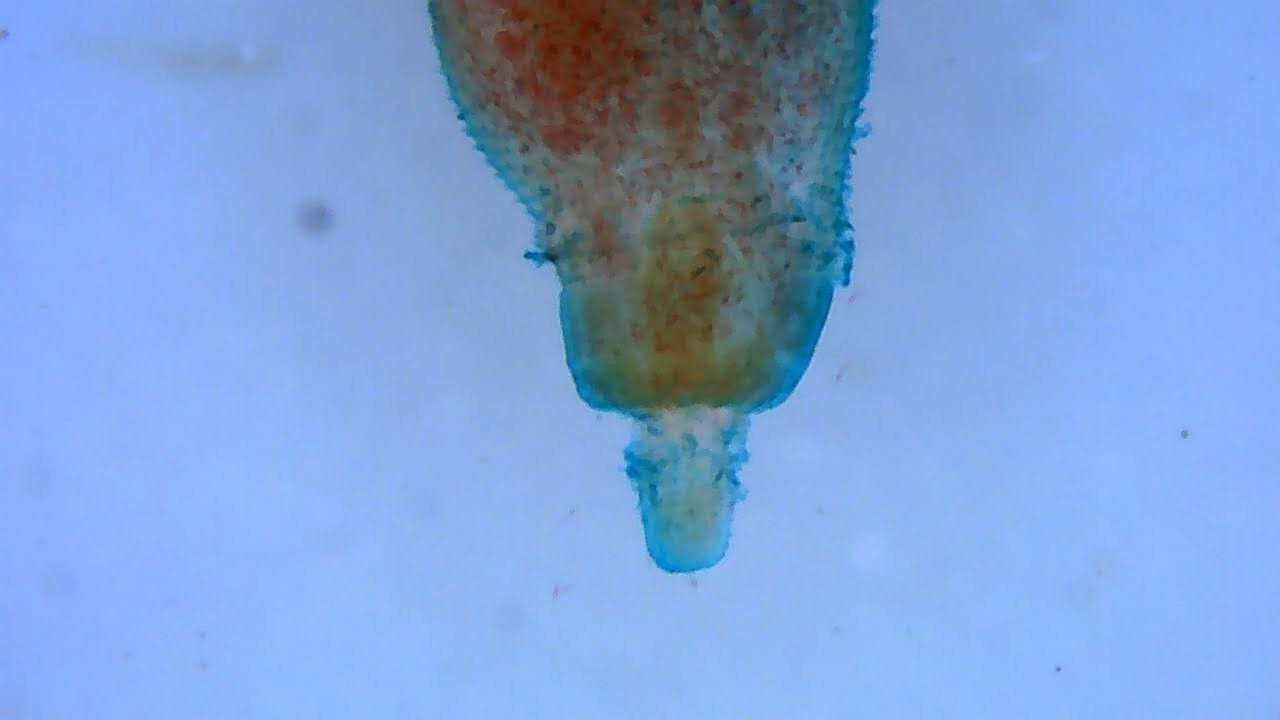
Detail chobotku

Popsáno je asi 1100 druhů, všechny jsou parazitické a v dospělosti žijí výhradně v trávicím traktu obratlovců. Jsou častými parazity ptáků a ryb, u člověka jsou nalézáni ojediněle. Vrtejši jsou gonochoristé. Mají nepravou tělní dutinu – pseudocoel. Jsou biohelminti (parazité s obligatorním střídáním hostitelů). Larvy se vyvíjejí ve třech stadiích.

## Klasifikace
Vrtejše je možné dělit do tří tříd:
- Archiacanthocephala
- Eoacanthocephala
- Palaeacanthocephala

## Popis
Vrtejši mají v dospělosti válcovité tělo a dosahují velikosti od několika milimetrů po desítky centimetrů (až 80 cm). Bývají zbarveni bíle či v různých stupních žluté.
Pod povrchovým tegumentem se ve dvou vrstvách nacházejí svaly: vnější okružní a vnitřní podélné. Tělo je možné rozdělit na část přední (praesoma) a zadní (metasoma).
V přední části je zatažitelný otrněný chobotek (proboscis), kterým se dospělí vrtejši přichytávají ve střevě svých definitivních hostitelů. Chobotek je patrně vychlipován hydraulickým tlakem lemnisků (párové váčky v přední části těla; jejich funkce není zcela jasná) a povrchového lakunárního (= s přítomností dutinek) systému trubiček zanořujících se do tegumentu (svrchní vrstva). Zpět ho zatahují specializované svaly (zatahovače, retraktory). Pomocí chobotku vrtejši nasávají živiny z těla hostitele. 
Metasoma je vyplněna hlavně orgány reprodukčního systému. Pohlavní soustavu samce tvoří párová varlata s vývody, semenný váček a zvonovitá kopulační burza (bursa copulatrix) s penisem. Důležitou roli mají cementové žlázy, protože po kopulaci zalepují sekretem pohlavní vývody samice. Dospělé samice nemají ovarium (v dřívějších stadiích ontogeneze se rozpadá na tzv. ovariální koule, v nichž se tvoří oocyty). Vajíčka se vyvíjejí volně v tělní dutině. Odtud jsou děložním zvonem sbírána do třídicího aparátu, který vrací nezralá vajíčka zpět, zatímco zralá pokračují do dělohy, vagíny a opouštějí tělo.
Nervovou soustavu tvoří cerebrální ganglion, pár genitálních ganglií (♂ genitální a burzální ganglium) a dva podélné nervy.
Trávicí soustava chybí, vrtejši přijímají živiny celým povrchem těla, který vytváří hluboké krypty (kyjovité vchlípeniny v epidermis), aby se zvětšila absorpční plocha a patrně efektivita příjmu potravy.
Cévní a dýchací soustava chybějí. Vylučovací soustava je známa jen u některých vrtejšů; je protonefridiálního typu.

## Životní cyklus
Po kopulaci klade samice vřetenovitá vajíčka, která odcházejí ven s trusem. Ve vajíčku se nachází infekční larva, tzv. akantor (acanthor), opatřená 6–8 háčky. Vajíčko pozře mezihostitel (blešivci, berušky, švábi, brouci a jiní bezobratlí). V mezihostiteli se vyvíjejí další stadia, a to akantela (acanthella) a infekční cystakant (cystacanth). Infikovaného mezihostitele pozře definitivní hostitel. V cyklu se může vyskytovat i paratenický (rezervoárový) hostitel. Dospělci parazitují výhradně ve střevě obratlovců.